# Mel Martinez
Melquiades Rafael "Mel" Martinez (Sagua La Grande, Kuba, 23. listopada 1946.), američki republikanski političar kubanskog podrijetla i senator iz savezne države Florida. 
Martinez je rođen u kubanskom gradu Sagua La Grande, a godine 1962. je emigrirao na Floridu u tzv. Operaciji Petar Pan, koju su bile organizirale katoličke humanitarne organizacije. Godine 1973. Martinez je na sveučilištu Floride diplomirao pravo, a nakon toga se počeo baviti odvjetništvom. Bio je dosta aktivan u nizu građanskih inicijativa, kao i katoličkim dobrotvornim organizacijama.
Zahvaljujući tome je brzo napredovao u Republikanskoj stranci, a godine 2000. bio jedan od vodećih ljudi Georgea W. Busha u izbornoj kampanji na Floridi. Godine 2000. Martinez je bio jedan od elektora koji su Busha proglasili predsjednikom.
Martinez je nakon toga u administraciji predsjednika Georgea W. Busha služio kao 12. po redu ministar urbanizma.
Martinez je 12. prosinca 2003. podnio ostavku na svoju ministarsku funkciju kako bi se natjecao za senatsko mjesto u Floridi ispražnjeno umirovljenjem demokratskog senatora Boba Grahama. Martinez je osigurao republikansku nominaciju i tijesno pobijedio demokratsku kandidatkinju Betty Castor. Taj izborna pobjeda ga je učinila prvim Amerikancem kubanskog porijekla u američkom Senatu. Martinez također, zajedno s Kenom Salazarom predstavlja prvog Hispanoamerikanca u američkom Senatu od 1977. U siječnju 2006. im se priključio Bob Menendez.